# Чемпионат КОНКАКАФ по мини-футболу
Чемпионат КОНКАКАФ по мини-футболу - главное мини-футбольное соревнование стран, входящих в КОНКАКАФ. Проводится с 1996 года каждые четыре года. По результатам турнира отбираются сборные, которые будут представлять КОНКАКАФ на ближайшем чемпионате мира. Наиболее успешной командой в истории соревнования является сборная США, выигрывавшая его дважды и дважды занимавшая третье место. Также двукратным чемпионом является сборная Коста-Рики. В четырёх из пяти финальных матчей принимала участие сборная Кубы, но неизменно проигрывала.

## Результаты
| 1996 Подробности | Гватемала, Гватемала | США        | 7 - 3              | Куба      | Мексика    | 3 - 1              | Гватемала |
| 2000 Подробности | Сан-Хосе, Коста-Рика | Коста-Рика | 2 - 0              | Куба      | США        | 5 - 1              | Мексика   |
| 2004 Подробности | Эредия, Коста-Рика   | США        | 2 - 0              | Куба      | Коста-Рика | 12 - 5             | Мексика   |
| 2008 Подробности | Гватемала, Гватемала | Гватемала  | 3 - 3 (5 – 3 пен.) | Куба      | США        | 7 - 1              | Панама    |
| 2012 Подробности | Гватемала, Гватемала | Коста-Рика | 3 - 2              | Гватемала | Панама     | 6 - 4 (доп. время) | Мексика   |
| 2016 Подробности | Сан-Хосе, Коста-Рика | Коста-Рика | 4 - 0              | Панама    | Гватемала  | 3 - 2              | Куба      |
| 2021 Подробности | Гватемала, Гватемала | Коста-Рика | 3 - 2              | США       | Гватемала  | 3 - 2 (доп. время) | Панама    |

## Всего побед
| Побед | Страна     | Годы                   |
| ----- | ---------- | ---------------------- |
| 4     | Коста-Рика | 2000, 2012, 2016, 2021 |
| 2     | США        | 1996, 2004             |
| 1     | Гватемала  | 2008                   |